# Fran Lhotka

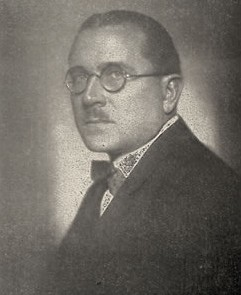
Fran Lhotka (1928)

Fran Lhotka (* 25. Dezember 1883 in Mladá Vožice, Österreich-Ungarn; † 26. Januar 1962 in Zagreb, SFR Jugoslawien) war ein jugoslawischer Komponist tschechischer Herkunft.
Lhotka studierte von 1899 bis 1905 am Konservatorium Prag bei Antonín Dvořák, Josef Klička und 
Karel Stecker. Von 1909 bis 1912 war er Orchestermitglied und Korrepetitor am Nationaltheater Zagreb, anschließend wirkte er bis 1920 als Dirigent des „Lisinski“-Chors. Von 1920 bis 1961 lehrte er als Professor am Konservatorium der Stadt.
Er komponierte vier Opern und fünf Ballette, eine Sinfonie, ein Violinkonzert, zwei Kroatische Rhapsodien für Violine und Kammerorchester, kammermusikalische Werke, Chöre, Volksliedbearbeitungen und Filmmusik. Daneben verfasste er ein Lehrbuch der Harmonielehre und ein Lehrbuch des Dirigierens.

## Werke
- Minka (Zagreb 1918)
- More (ebd. 1920)

## Einzeldaten
1. 1 2 3 4  Lhotka, Fran. In: Baker’s Biographical Dictionary of Musicians. Nicolas Slonimsky, Laura Kuhn, Dennis McIntire, 9. Juli 2020.

| Personendaten    | Personendaten            |
| ---------------- | ------------------------ |
| NAME             | Lhotka, Fran             |
| KURZBESCHREIBUNG | jugoslawischer Komponist |
| GEBURTSDATUM     | 25. Dezember 1883        |
| GEBURTSORT       | Mladá Vožice             |
| STERBEDATUM      | 26. Januar 1962          |
| STERBEORT        | Zagreb                   |